# Gerhard Mayer-Vorfelder
Gerhard Mayer-Vorfelder (ur. 3 marca 1933 w Mannheimie, zm. 17 sierpnia 2015 w Stuttgarcie) – niemiecki polityk CDU i działacz sportowy, w latach 2001–2006 prezydent Deutscher Fußball-Bund (DFB).

## Życiorys
Z wykształcenia był prawnikiem. Studiował prawo na Uniwersytetach we Fryburgu Bryzgowijskim oraz w Heidelbergu.
W latach 1959–1963 pracował jako referent w Starostwie Powiatu w Nürtingen. Od 1963 do 1998 nieprzerwanie pracował na różnych stanowiskach w rządzie krajowym Badenii-Wirtembergii. Do 1976 był urzędnikiem Ministerstwa Spraw Wewnętrznych. W latach 1976–1978 pełnił funkcję Sekretarza Stanu w Ministerstwie Stanu. Od 1978 do 1980 był zatrudniony w Ministerstwie Finansów jako Sekretarz Stanu. W latach 1980–1991 kierował Ministerstwem Kultury i Sportu, a w latach 1991–1998 Ministerstwem Finansów. Od 1980 do 2001 był deputowanym do Landtagu Badenii-Wirtembergii. Jako reprezentant rządu krajowego zasiadał również w Bundesracie w latach 1980–1998.
Karierę działacza sportowego rozpoczął w 1968 wchodząc do Zarządu Związku Piłki Nożnej Badenii-Wirtembergii, w którym zasiadał do 1985. W latach 1975–2000 piastował stanowisko prezydenta klubu VfB Stuttgart. W okresie jego kierownictwa klub odniósł wiele znaczących sukcesów, m.in. zdobył dwukrotnie Mistrzostwo Niemiec (1984 i 1992), Puchar Niemiec w 1997 i zaliczany był do najsilniejszych zespołów Niemiec i Europy. Od 1986 Mayer-Vorfelder był działaczem DFB. W latach 1986–2001 był wiceprezydentem Związku oraz przewodniczącym Komisji ds. Ligi. 28 kwietnia 2001 został wybrany Prezydentem DFB. Poddany mocnej krytyce po nieudanym występie niemieckiej drużyny narodowej na Mistrzostwach Europy w 2004 w Portugalii pozostał na stanowisku, ale jego kompetencje zostały ograniczone poprzez powołanie prezydenta kierującego DFB (Geschäftsführender Präsident) Theo Zwanzigera. Dwa lata później został zastąpiony przez Zwanzigera na stanowisku prezydenta federacji.
Mayer-Vorfelder działał również w międzynarodowych organizacjach piłkarskich. W latach 1992–1998 oraz od 2002 zasiadał w Komitecie Wykonawczym FIFA, zaś od 2000 był członkiem Komitetu Wykonawczego UEFA.

## Odznaczenia
- Order Zasługi Badenii-Wirtembergii (1987)[1]
- Wielki Krzyż Zasługi z Gwiazdą Orderu Zasługi Republiki Federalnej Niemiec (1997)[2]
- Krzyż Kawalerski I klasy Odznaki Honorowej za Zasługi dla Republiki Austrii (2004)[3]